# نیکولا یووویچ
نیکولا یووویچ (انگلیسی: Nikola Jovović؛ زادهٔ ۱۳ فوریهٔ ۱۹۹۲) یک بازیکن والیبال اهل صربستان است. 
وی در حال حاضر عضو تیم ملی والیبال صربستان و باشگاه والی میلان است.